# PGC 2183543
LEDA/PGC 2183543 ist eine Galaxie im Sternbild Andromeda am Nordsternhimmel. Sie ist schätzungsweise 1,2 Milliarden Lichtjahre von der Milchstraße entfernt und hat einen Durchmesser von etwa 150.000 Lichtjahren. Vom Sonnensystem aus entfernt sich die Galaxie mit einer errechneten Radialgeschwindigkeit von näherungsweise 25.500 Kilometern pro Sekunde. 

## Galaktisches Umfeld
| Nr. | Galaxie                 | Alternativname            | Rek          | Dek           | Distanz/asec |
| --- | ----------------------- | ------------------------- | ------------ | ------------- | ------------ |
| →   | LEDA/PGC 2183543        | 2MASX J02385029+4135332   | 02h38m50.27s | +41d35m33.3s  | 0            |
| 1   | 2MASX J02384262+4136182 | WISEA J023842.63+413618.0 | 02h38m42.62s | +41d36m18.2s  | 97.13        |
| 2   | LEDA/PGC 2183585        | [WGB2006] 023518+41200_e  | 02h38m31.82s | +41d35m40.1s  | 207.43       |
| 3   | LEDA/PGC 2182555        | 2MASX J02384770+4131542   | 02h38m47.73s | +41d31m54.4s  | 220.24       |
| 4   | NGC 996                 | PGC 10015                 | 02h38m39.87s | +41d38m51.1s  | 229.86       |
| 5   | NGC 999                 | PGC 10026                 | 02h38m47.4s  | +41d40m14s    | 282.47       |
| 6   | NGC 995                 | PGC 10008                 | 02h38m32.0s  | +41d31m45s    | 306.21       |
| 7   | NGC 1001                | PGC 10050                 | 02h39m12.6s  | +41d40m18s    | 379.71       |
| 8   | NGC 1000                | PGC 10028                 | 02h38m49.743 | +41d27m34.86s | 478.20       |
| 9   | LEDA/PGC 2185039        | 2MASX J02392843+4140491   | 02h39m28.45s | +41d40m49.1s  | 532.21       |
| 10  | NGC 1005                | PGC 10062                 | 02h39m29.2s  | +41d29m20s    | 478.20       |
| 11  | LEDA/PGC 2184614        | 2MASX J02394554+4139184   | 02h39m45.55s | +41d39m18.2s  | 659.63       |
| 12  | LEDA/PGC 2181882        | 2MASX J02375267+4129192   | 02h37m52.65s | +41d29m19.3s  | 748.02       |
| 13  | LEDA/PGC 2181312        | 2MASX J02394680+4127084   | 02h39m46.84s | +41d27m08.6s  | 811.83       |
| 14  | LEDA/PGC 9983           | UGC 2111                  | 02h38m05.52s | +41d47m22.4s  | 869.03       |
| 15  | LEDA/PGC 2188118        | 2MASX J02384568+4151382   | 02h38m45.67s | +41d51m38.3s  | 966.37       |